# Robert Urbain
Robert Urbain (* 24. November 1930 in Hornu, Hennegau, Belgien; † 9. November 2018) war ein belgischer Politiker der Parti Socialiste (PS).

## Biografie
Nach dem Studium war Urbain als Lehrer tätig und wurde 1971 als Kandidat der PS erstmals zum Mitglied der Abgeordnetenkammer gewählt, in der er bis 1995 das Arrondissement Mons vertrat.
1973 übernahm er als Staatssekretär für Raumordnung und Wohnungsbau in der Regierung von Premierminister Edmond Leburton für kurze Zeit sein erstes Regierungsamt.
Von 1977 bis 2006 war er Bürgermeister von Boussu und daneben von 1977 bis 1978 auch Minister für Regionale Wirtschaft im Kabinett von Premierminister Leo Tindemans. Premierminister Wilfried Martens ernannte ihn von 1979 bis 1980 zum Minister für Post, Telegrafen- und Telefonwesen (PTT). Danach war er in dessen Kabinett 1980 sowie 1980 bis 1981 Minister für Außenhandel.
Nach seinem Ausscheiden aus der Föderalregierung gehörte er der Wallonischen Regierung unter den Ministerpräsidenten Jean-Maurice Dehousse und André Damseaux von 1981 bis 1985 als Minister für Gesundheit und Unterricht an. Später war er 1988 Minister für Gesundheit und soziale Angelegenheiten in der von Guy Coëme geleiteten Regierung Walloniens.
In der achten und neunten Regierung von Premierminister Wilfried Martens war er von Mai 1988 bis März 1992 erneut Außenhandelsminister. In dem anschließenden ersten Kabinett von Jean-Luc Dehaene war er bis zum Juni 1995 beigeordneter Staatssekretär beim Außenminister und als solcher für Außenhandel und Europaangelegenheiten verantwortlich.
Nach seinem Ausscheiden aus der Abgeordnetenkammer und der Regierung war er zwischen 1995 und 1999 als Vertreter der PS Mitglied des Senats.
Für seine politischen Verdienste wurde Robert Urbain am 17. Juli 1998 mit dem Ehrentitel eines Staatsministers ausgezeichnet und gehörte als solcher auch dem Kronrat an.